# Desenci
Desenci so naselje v Občini Destrnik.